# Ma'alot-Tarșiha
Ma'alot Tarșiha (în ebraică מַעֲלוֹת-תַּרְשִׁיחָא) este un oraș din nordul Israelului, situat în Galileea. A fost fondat în 1963 prin fuziunea așezării evreiești Ma'alot cu satul arab Tarșiha.

## Istorie
Comunitatea mixtă arabă creștino-musulmană din Tarșiha are o îndelungată istorie, aici fiind găsite mormânte creștine datând din secolul al IV-lea. Tarșiha este, de asemenea, menționat de către cruciați în secolele XII-XIII.
Orașul evreiesc Ma'alot a fost fondat în 1957, de către primii coloniști care au venit din România și Maroc, fiind populat ulterior în anii '70-'80 de către imigranții din Regiunea Autonomă Evreiască din fosta URSS.

## Orașe înfrățite
- Birobidjan, Rusia
- Harrisburg, Pennsylvania, Statele Unite